# Antinoüs du Belvédère
Pour les articles homonymes, voir Antinoüs (homonymie).

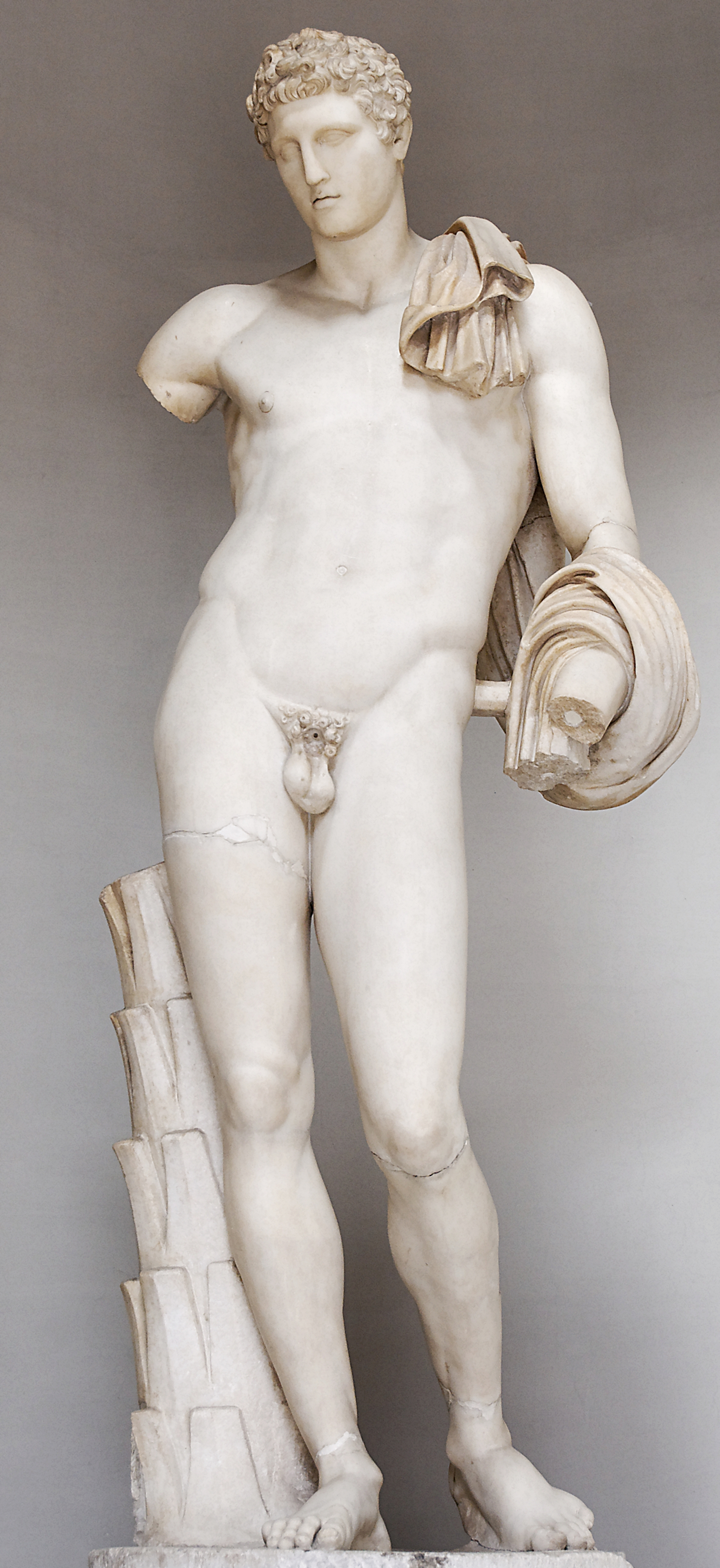
L’Antinoüs du Belvédère, cour de l'Octogone, musée Pio-Clementino, Vatican

L’Antinoüs du Belvédère, également connu comme le Lantin, est une statue en marbre, copie romaine d'un original grec, longtemps interprétée comme une représentation d'Antinoüs, désormais reconnue comme un Hermès du type Andros-Farnèse. Il est conservé au musée Pio-Clementino sous le numéro d'inventaire 907.

## Histoire
Découverte à Rome près du château Saint-Ange, ancien mausolée de l'empereur Hadrien, et datant de son règne, la statue est d'abord prise pour une représentation du favori de ce dernier, Antinoüs. En 1543, le pape Paul III s'en porte acquéreur et le fit placer parmi les pièces antiques de la cour de l'Octogone du palais du Belvédère, lesquelles constituent le noyau originel des collections des Musées du Vatican, où se trouvaient déjà des œuvres aussi célèbres que le groupe du Laocoon et l'Apollon du Belvédère, acquises au début du siècle par le pape Jules II.
La statue connaît rapidement une grande célébrité : Poussin y voit le canon des proportions idéales et en 1683, Gérard Audran l'inclut dans son recueil des Proportions du corps humain mesurées sur les plus belles figures de l'Antiquité, destiné aux jeunes sculpteurs. Elle fait l'objet de nombreux moulages : une copie en bronze fondue par Hubert Le Sueur figure dans les collections Charles Ier d'Angleterre avant d'être rachetée par Cromwell ; une autre, tirée par les frères Keller, rejoint la collection de Louis XIV ; une copie en marbre sera également achetée par Pierre le Grand. On en retrouve également des moulages dans les académies d'art, comme celles de Milan et Berlin.
Winckelmann la reconnaît comme une statue « de première classe » et en admire beaucoup la tête, « sans conteste une des plus belles têtes de jeune homme de l'Antiquité », même s'il critique le travail des pieds, du ventre et des jambes. À son époque, l'identification à Antinoüs est déjà rejetée comme fausse, et la statue est interprétée comme un Méléagre, héros de la chasse au sanglier de Calydon. Elle sera finalement identifiée avec un Hermès par l'érudit Ennio Quirino Visconti (1818-1822).

## Description

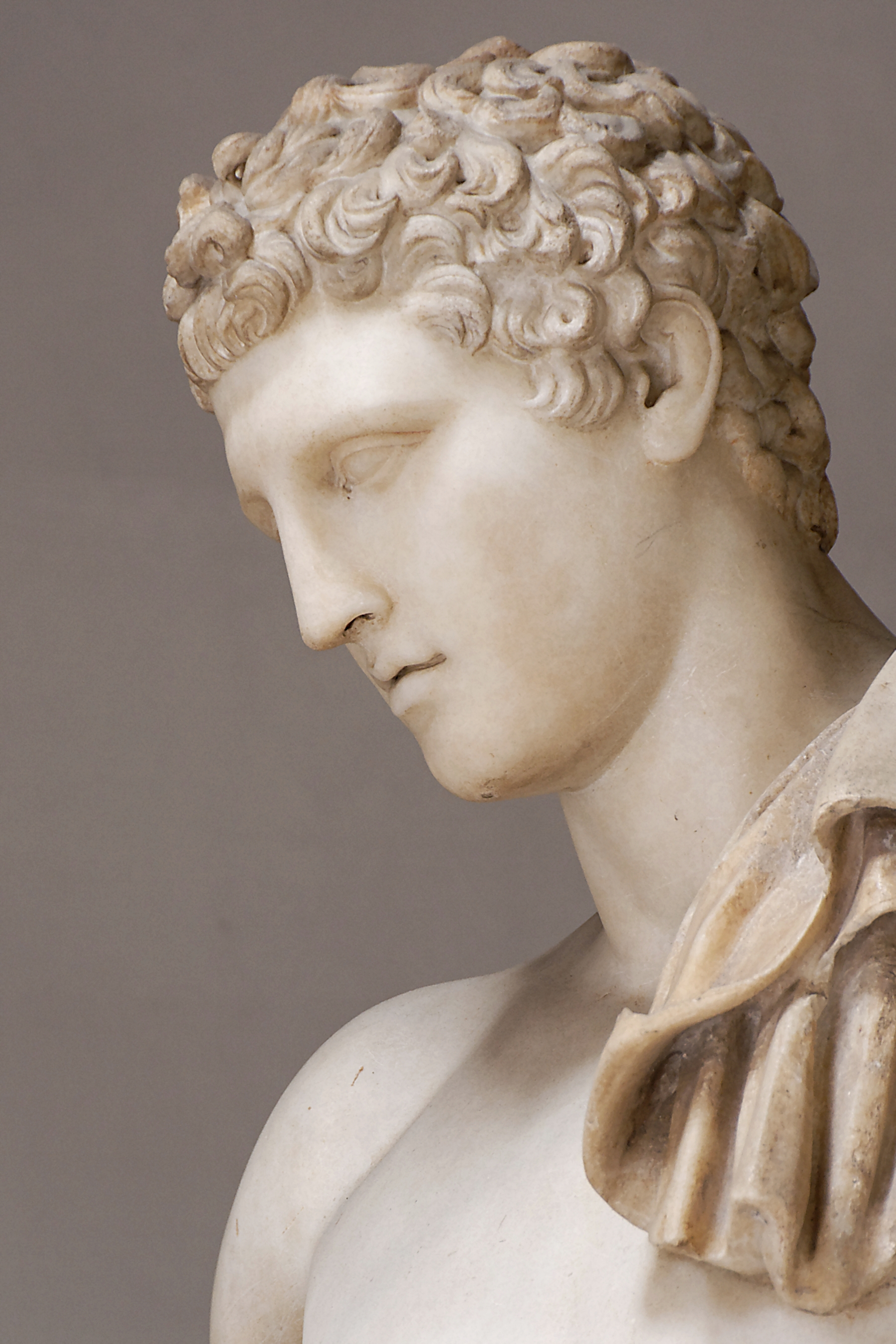
Détail de la tête

La statue, haute de 1,95 mètre, représente un jeune en homme nu portant un manteau sur l'épaule et l'avant-bras gauche. Elle est reconnue comme une variante du type Andros (ou Andros-Farnèse), dont l'exemplaire éponyme comporte, outre le manteau, un serpent grimpant le long de l'arbre-support : les deux attributs permettent une identification sans ambiguïté à Hermès dans son rôle funéraire de psychopompe (conducteur des âmes). Le type est situé dans l'influence directe de  l’Hermès portant Dionysos enfant.